# Kadatnal, Sampgaon
Kadatnal là một làng thuộc tehsil Sampgaon, huyện Belgaum, bang Karnataka, Ấn Độ.